# Drewniak pierzasty

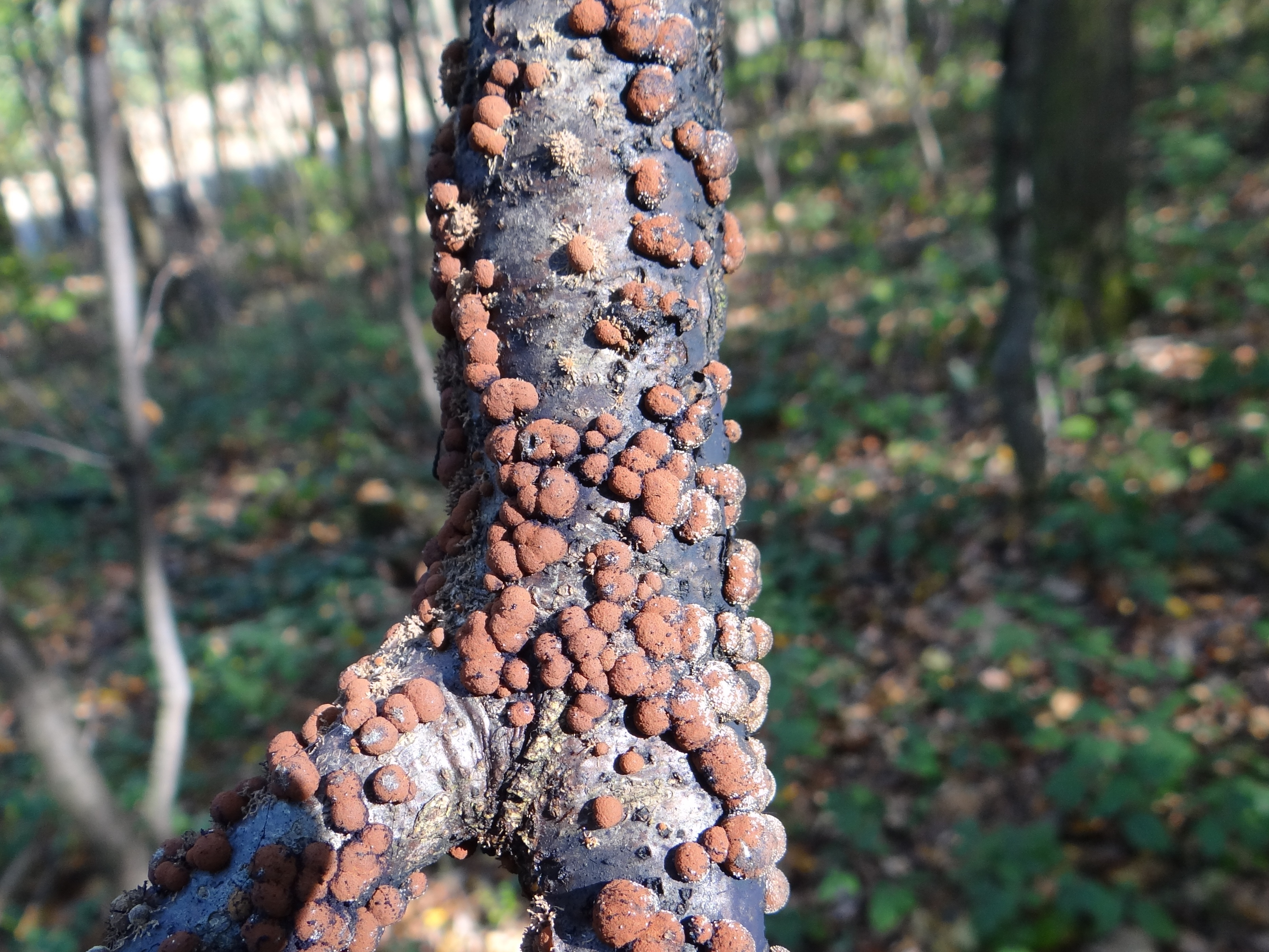

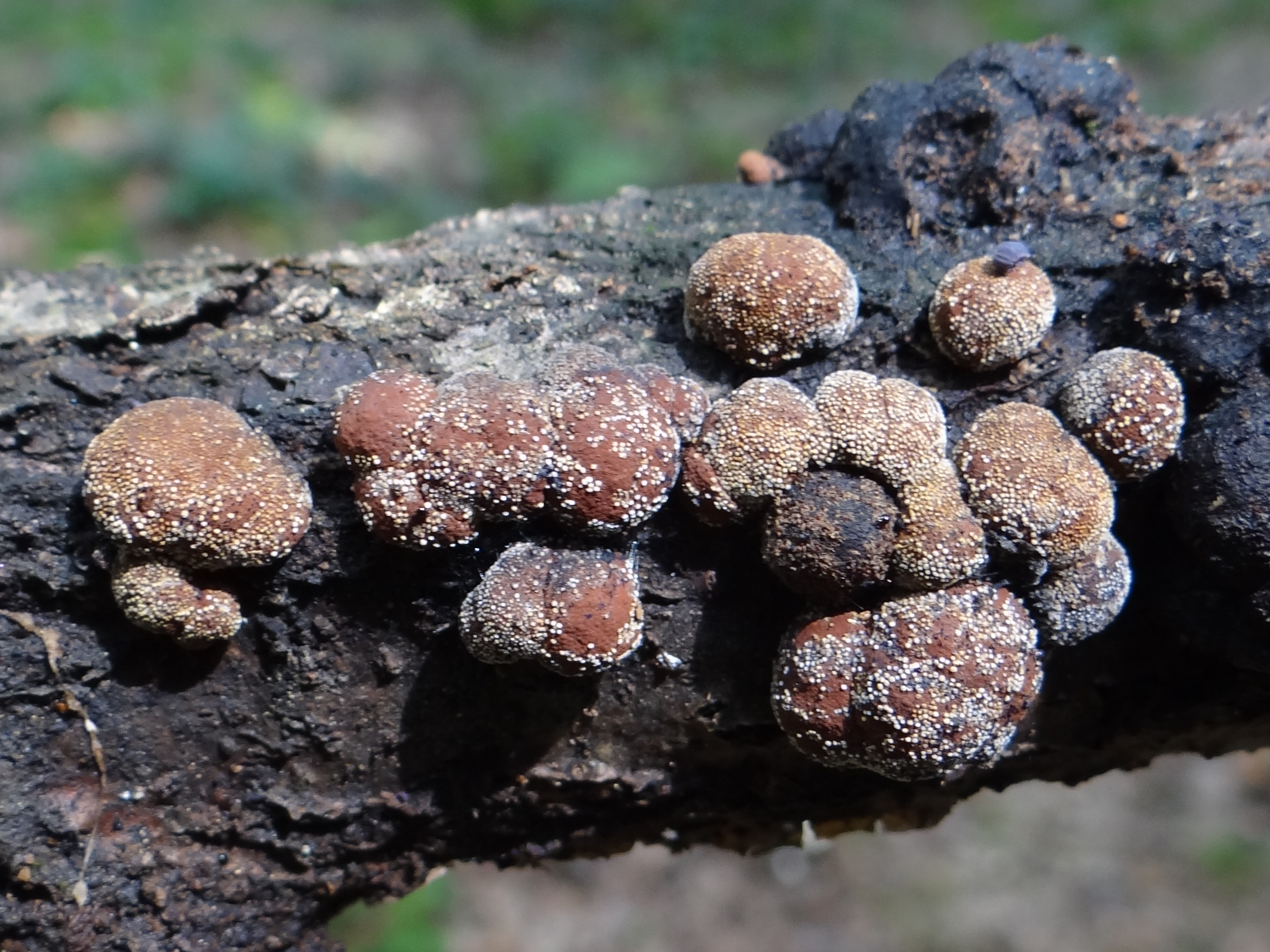

Drewniak pierzasty (Hypoxylon howeanum Peck) – gatunek grzybów z rodziny Hypoxylaceae. 

## Systematyka i nazewnictwo
Pozycja w klasyfikacji według Index Fungorum: Hypoxylon, Xylariaceae, Xylariales, Xylariomycetidae, Sordariomycetes, Pezizomycotina, Ascomycota, Fungi.
Niektóre synonimy: 
- Hypoxylon coccinellum Sacc. 1913
- Hypoxylon coccineum Bull. 1791) var. coccineum
- Hypoxylon daldiniiforme P.M.D. Martin 1969
- Hypoxylon multiforme var. australe Cooke 1883
- Hypoxylon pulcherrimum Höhn. 1905
- Hypoxylon variolosum var. microcarpum 1906[2]. Nazwa polska na podstawie opracowania Warmia i Mazury[3].

## Morfologia
Podkładka
Niemal okrągła lub półkolista, przypłaszczona. Pojedyncza ma średnicę 3–8 mm i wysokość 2–6 mm. Sąsiednie podkładki często zlewają się z sobą tworząc skupisko o nieregularnym kształcie. Powierzchnia o barwie rdzawej z ciemnoceglastymi zatokami. Znajdują się na niej  słabo widoczne wypukłości perytecjów, a pomiędzy nimi białe (za młodu) grudki. Pod powierzchnią podkładek występują pomarańczowoczerwone. Poniżej perytecjów rdzeń podkładki jest czarny.
Perytecja
Jajowate,  zanurzone w podkładce. Mają średnicę 0,2–0,4 mm, wysokość 0,3–0,5 mm. Ostiola czarna lub o barwie podkładki, znajduje się poniżej podkładki. Worki mają rozmiar 93–144 μm. Powstające w nich zarodniki są  brązowe, elipsoidalne i nierównoboczne. Mają rozmiar 6,8–8,8 × 3,4–4,8 µm (M = 7,6 × 3,8 um). 
Anamorfa
Podobna jest do Nodulisporium. Występuje w postaci powrózków promieniście wychodzących z podkładki. Mają one barwę miodową, brązowawą lub płowożółtą i białe wierzchołki. Powrózki te mają średnicę 0,15–0,2 mm, a budujące je strzępki mają grubość ok. 5 µm. Wyrastające na nich komórki konidialne mają rozmiar 13–20(25) × 2,5 do 3,5 µm. Elipsoidalne konidia mają rozmiar  4–4,5 (6) × 2,5–3,5 µm.

## Występowanie i siedlisko
Występuje na wszystkich kontynentach (poza Antarktydą), a także na wielu wyspach. W Polsce jest pospolity.
Saprotrof rosnący na martwym drewnie drzew liściastych, głównie na świeżym, rzadko na próchniejącym. Jest częsty na drewnie leszczyny pospolitej, olszy czarnej, wierzbie iwie, dębie szypułkowym, rzadziej spotykany na pigwie pospolitej, brzozie brodawkowatej, buku pospolitym, dębie ostrolistnym, róży dzikiej, czereśni.

## Gatunki podobne
Dla drewniaka pierzastego charakterystyczne są półkuliste podkładki o rdzawej barwie, perytecja z czarnymi ostiolami niżej położonymi niż powierzchnia, białe grudki na powierzchni, małe zarodniki oraz ochrowej barwy anaformy z promieniście rozchodzącymi się powrózkami grzybni. Podobny jest drewniak szkarłatny (Hypoxylon fragiforme). Obydwa te gatunki należą do tego samego chemotypu.  Drewniak szkarłatny rośnie głównie na buku, ma na powierzchni wyraźniejsze "kopczyki" perytecjów i nie wytwarza tak charakterystycznej anamorfy, jak drewniak pierzasty. Łatwo także można te gatunki rozróżnić mikroskopowo: d. szkarłatny ma większe zarodniki/.